# Isaac Florentine

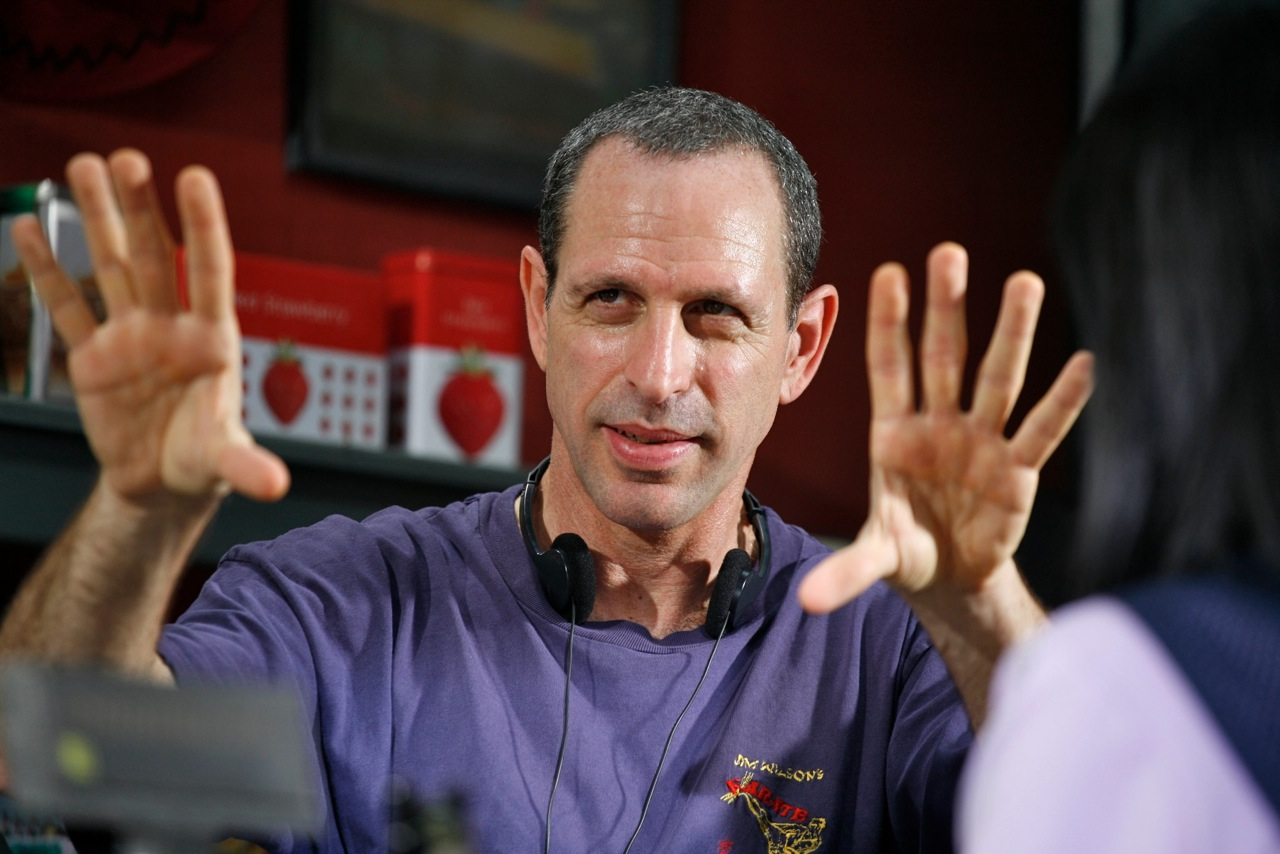
Isaac Florentine

Isaac Florentine ist ein US-amerikanischer Filmregisseur israelischer Herkunft.
Bereits in den 1970er Jahren beschäftigte er sich mit verschiedenen Kampfkünsten. Er war Kampfsport-Trainer in der israelischen Armee, besitzt einen Dan und studierte unter anderem Karate in Stockholm. Florentines Karriere als Regisseur begann mit dem Kurzfilm Farewell Terminator, mit dem er das Mugrabi Film Festival gewann und eine Nominierung für den Oscar in der Kategorie Bester Fremdsprachiger Film knapp verpasste. Er ging in die Vereinigten Staaten und war dort größtenteils für die Filmproduktionsfirma Nu Image tätig, die hauptsächlich B-Movies und Martial-Arts-Filme produziert. Filme wie Cold Harvest (1998), Fight of the Dragon (1999), U.S. Seals 2 (2001) und Undisputed 2 (2005) sowie die Zusammenarbeit mit bekannten Schauspielern wie zum Beispiel Scott Adkins und Jean-Claude Van Damme etablierten seinen Ruf als Regisseur für aufwendige Actionszenen und unkonventionelle Kameraperspektiven. Auffällig ist außerdem eine häufige Verwendung comicähnlicher Lautmalerei und Anleihen aus asiatischen Filmen und dem Italowestern.
Florentine ist verheiratet und hat vier Kinder.

## Filmografie (Auswahl)
- 1987: Shalom La-Mechassel
- 1992: Desert Kickboxer
- 1994–1995: Tattooed Teenage Alien Fighters from Beverly Hills (Fernsehserie, vier Folgen)
- 1995–1996: WMAC Masters (Fernsehserie, eine Folge)
- 1996: Power Rangers (Fernsehserie, zwei Folgen)
- 1996: Power Rangers Zeo (Fernsehserie, neun Folgen)
- 1997: High Voltage – Tödliche Bande (High Voltage)
- 1997: Savate – Kampf ohne Gnade (Savate)
- 1998: Power Rangers in Space (eine Folge)
- 1999: Cold Harvest – Der Countdown läuft
- 1999: Fight of the Dragon (Bridge of Dragons)
- 2000: Power Rangers Lightspeed Rescue (Fernsehserie, vier Folgen)
- 2001: Power Rangers Time Force – Quantum Ranger: Clash for Control
- 2001: Kommando U.S. Seals II (U.S. Seals II)
- 2001: Power Rangers: Time Force (Fernsehserie)
- 2003: The Life and Legend of Bob Wall
- 2003: Special Forces USA – Gnadenlos und tödlich (Special Forces)
- 2005: Battleground: The Art of War (Fernsehserie, eine Folge)
- 2006: Undisputed 2 (Undisputed II: Last Man Standing)
- 2008: The Shepherd
- 2009: Ninja – Revenge Will Rise (Ninja)
- 2010: Undisputed III: Redemption
- 2012: Assassin’s Bullet – Im Visier der Macht (Sofia)
- 2013: Ninja – Pfad der Rache (Ninja: Shadow of a Tear)
- 2015: Close Range
- 2017: Undisputed IV – Boyka Is Back (Boyka: Undisputed IV)
- 2017: Pfad der Rache (Acts of Vengeance)
- 2020: Seized – Gekidnappt (Seized)